# 德國維基媒體協會
德國維基媒體協會（德語：Wikimedia Deutschland）是德國的維基媒體使用者自行組織地區性的組織，成立於2004年6月13日。截至2006年5月，該會擁有超過250名會員。

## 外部連結
- 官方网站
- 德國維基媒體協會的X（前Twitter）